# Ім'янаречення
Ім'янаре́чення — давній звичай вибору імені для новонародженого. Був відомий також під назвою йти за іменем і в основному поширений на Волині, Київському Поліссі, Харківщині. Це найдавніша форма вибору імені, в якому брала участь баба-повитуха. Пізнішою формою було ім'янаречення, пов'язане з хрещенням, — йти за молитвою.
Одним з її різновидів, поширеним на Чернігівському Поліссі та Східній Полтавщині, було обрання імені бабою-повитухою разом з кумами; другий варіант, характерний для Середньої Наддніпрянщини і Півдня України, передбачав ім'янаречення дитини тільки кумами.
Зазначені форми ім'янаречення, відрізняючись лише головними дійовими особами ритуалу, за змістом були майже ідентичними. Баба-повитуха або ж повитуха з кумами, чи самі лише куми йшли з подарунками (хлібом, пшоном та куркою) до священика, щоб одержати ім'я.
Причому ім'я обов'язково мало сприяти щастю та благополуччю новонародженого, а таким могло бути або ім'я святого, якого мали відзначати найближчим часом, або ім'я відомої людини. Звичай надання імені підбивав і певні норми моралі та звичаєвого права, наприклад, дитині, яка народжувалася поза шлюбом, давали негарне ім'я. Таке ім'я давалося і в тому разі, коли до церкви йшли без подарунків або коли родина новонародженого чимось завинила перед церквою чи громадою. А втім гарне ім'я можна було і випросити у попа за певне підношення.
Повернувшись додому, баба-повитуха поздоровляла батьків з ім'ям і оголошувала про день хрестин.